# Батраченко, Виктор Петрович
Виктор Петрович Батраченко (род. 6 января 1963) — советский и украинский легкоатлет, специалист по барьерному бегу. Выступал на всесоюзном уровне в 1980-х годах, обладатель бронзовой медали чемпионата Европы среди юниоров, серебряный призёр Спартакиады народов СССР, победитель первенств всесоюзного и республиканского значения. Представлял Днепропетровск и спортивное общество «Локомотив».

## Биография
Виктор Батраченко родился 6 января 1963 года. Занимался лёгкой атлетикой в Днепропетровске, выступал за Украинскую ССР и добровольное спортивное общество «Локомотив».
Первого серьёзного успеха добился в сезоне 1981 года, когда вошёл в состав советской сборной и выступил на юниорском европейском первенстве в Утрехте, где в зачёте бега на 110 метров с барьерами завоевал бронзовую награду.
В 1982 году в той же дисциплине выиграл золотую и серебряную медали на всесоюзных стартах в Ленинграде.
В 1984 году на соревнованиях в Киеве дошёл в 110-метровом барьерном беге да стадии полуфиналов.
В 1985 году в барьерах стартовал на соревнованиях в Донецке.
В 1986 году одержал победу на турнирах в Тирасполе и Киеве. Принимал участие в IX летней Спартакиаде народов СССР в Ташкенте — с личным рекордом 13,64 стал серебряным призёром в беге на 110 метров с барьерами, уступив на финише только Игорю Казанову.
В 1987 году выиграл бег на 60 метров с барьерами на соревнованиях в помещении в Киеве.
В 1988 году в 110-метровом барьерном беге получил серебро на стартах в Харькове и Днепропетровске.
В 1989 году бежал 110 метров с барьерами на Мемориале братьев Знаменских в Волгограде, но в финал не вышел.
После распада Советского Союза Батраченко ещё в течение некоторого времени оставался действующим спортсменом и продолжал принимать участие в различных легкоатлетических стартах на Украине.